# فیشریپولیس
فیشریپولیس (نام علمی: Fischeripollis) نام یک سرده از خانواده ژاله‌پوشان است.